# Rageade
Rageade település Franciaországban, Cantal megyében. Lakosainak száma 99 fő (2022. január 1.). Rageade Celoux, Chazelles, Lastic, Soulages, Ally és Chastel községekkel határos.

## Népesség
A település népességének változása:
| Lakosok száma | 200  | 158  | 155  | 117  | 98   | 95   | 100  | 103  | 103  | 99   |
|               | 1968 | 1982 | 1990 | 2006 | 2013 | 2015 | 2017 | 2019 | 2020 | 2022 |